# Nouvelles
Nouvelles is een dorp in de Belgische provincie Henegouwen, en een deelgemeente van de Waalse stad Bergen. Nouvelles was een zelfstandige gemeente tot aan de gemeentelijke herindeling van 1977.

## Bezienswaardigheden
- De Sint-Brixiuskerk (Église Saint-Brice) is een neoclassicistisch kerkgebouw van 1866.
- De Kasteelboerderij van Haras was een herenhoeve, gebouwd in 1647. Het is een grote vierkantshoeve met poortgebouw.

## Natuur en landschap
Nouvelles ligt aan de Wampe. De hoogte aan de kerk bedraagt 48 meter.

## Economie
Tot aan het eind van de 18e eeuw werd silex gewonnen voor de faïencerie te Nimy. Ook werd fosfaathoudend krijt gewonnen dat als kunstmest werd gebruikt. Ten slotte was er sprake van steenkoolwinning vanaf 1820, maar daar kwam omstreeks 1850 een einde aan.

## Demografische ontwikkeling
- Bronnen:NIS, Opm:1831 tot en met 1970=volkstellingen

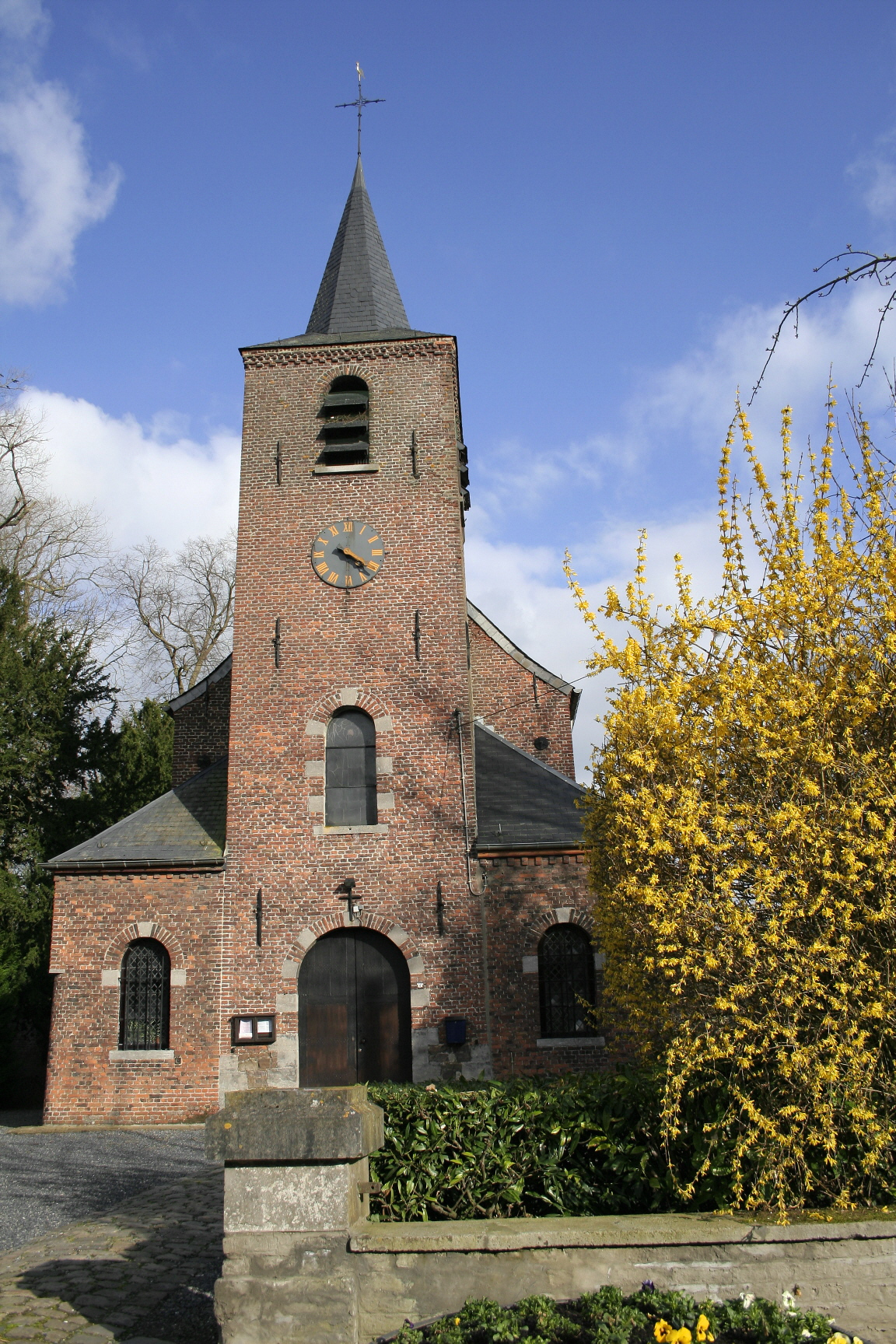
Sint-Brixiuskerk.

## Nabijgelegen kernen
Spiennes, Mesvin, Ciply, Asquillies, Harveng